# Val-Dieu (Brauerei)

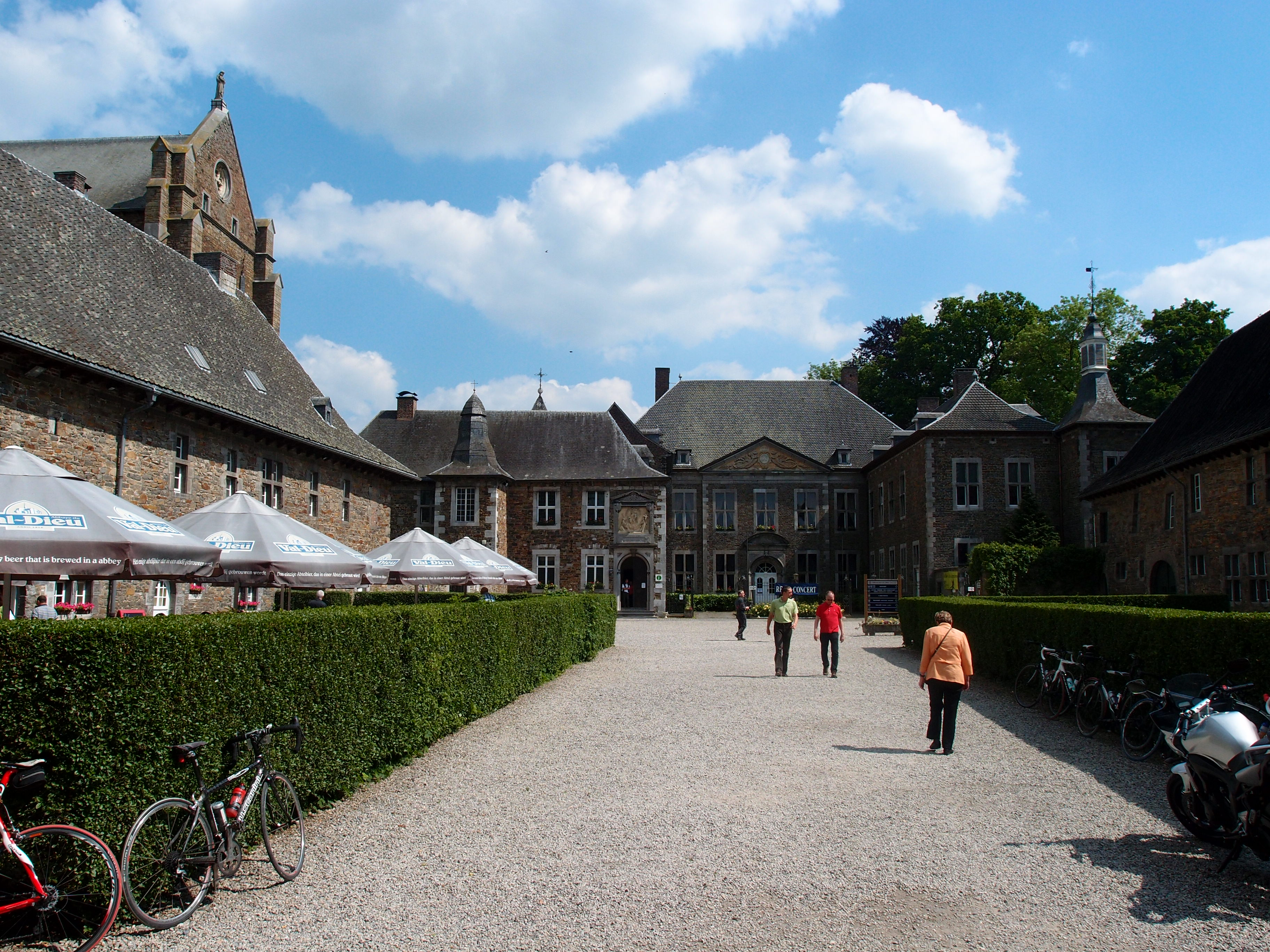
Braustätte: Kloster Val-Dieu

Die Brasserie Val-Dieu ist eine belgische Brauerei innerhalb der Mauern des Klosters Val-Dieu und befindet sich in historischen Gebäuden der ehemaligen Abtei, etwa 4 km westlich der Gemeinde Aubel in der Provinz Lüttich.
Im Rahmen von Führungen kann die Brauerei öffentlich besichtigt werden.

## Geschichte
Auf dem Areal des Klosters Val-Dieu wird seit 1997 wieder Abteibier gebraut; angeknüpft wurde hierbei an die Jahrhunderte alte Brautradition und an Rezepturen der Zisterziensermönche, die seit 1216 in der Abtei ansässig waren und 2001 Val-Dieu verließen.

## Biersorten
- Val-Dieu Blonde (6 %)
- Val-Dieu Brune (8 %)
- Val-Dieu Triple (9 %)
- Val-Dieu Grand Cru (10,5 %)
- Blanche de Liège (5,5 %)[1]

Darüber hinaus werden von der klostereigenen Brauerei noch saisonale Sonderbiere sowie das Abteibier der Abtei Himmerod aus dem Landkreis Bernkastel-Wittlich gebraut. Die Jahresproduktion lag 2018 bei etwa 15.300 Hektolitern und soll nach einer anstehenden Investition von acht Millionen Euro, in neue Gebäude außerhalb des Klosters, in der Gewerbezone von Chaîneux, nahe dem Autobahnkreuz Battice, auf bis zu 40.000 hl. gesteigert werden.

## Fotos

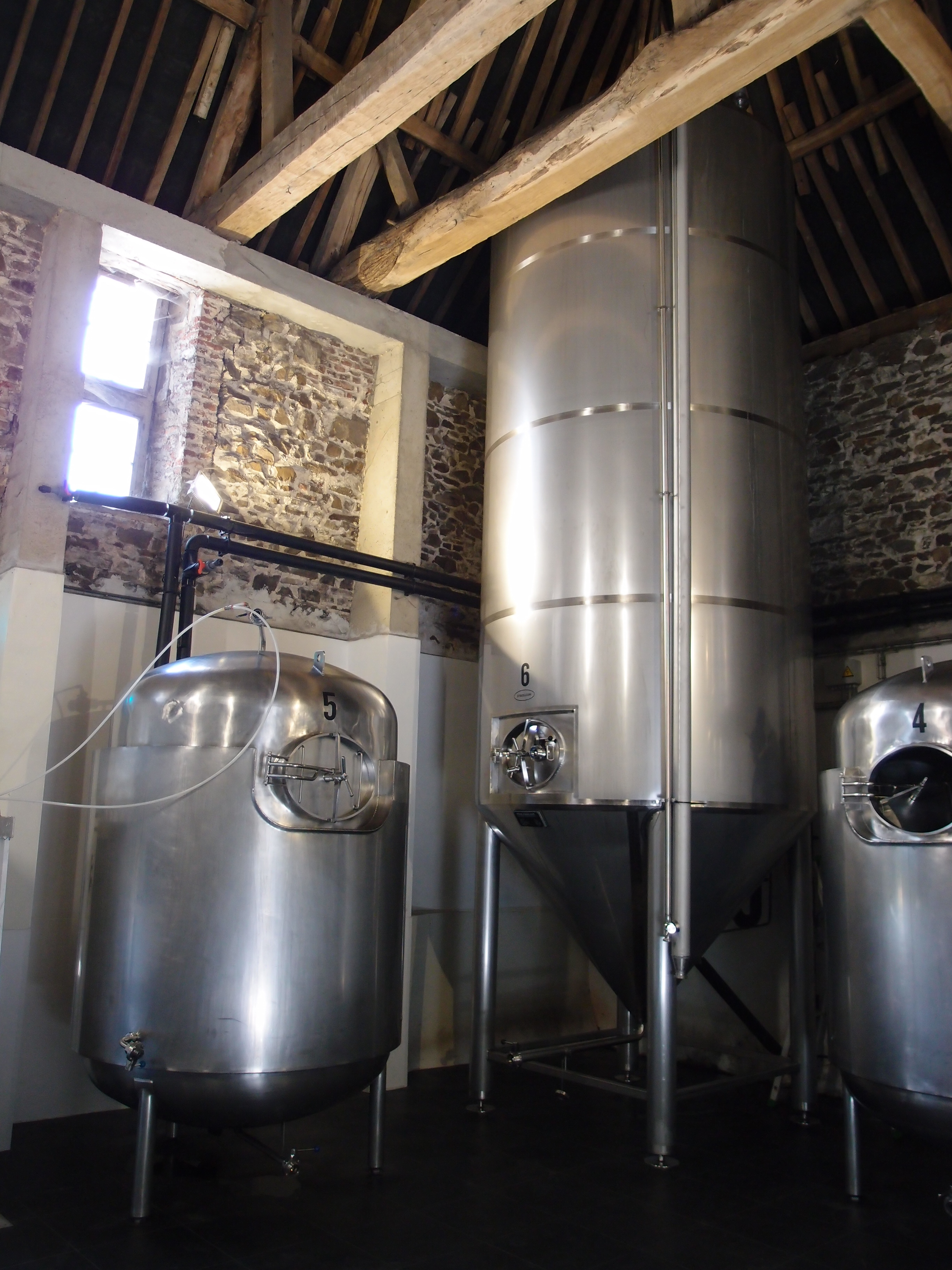
Brauanlage (Teilansicht)
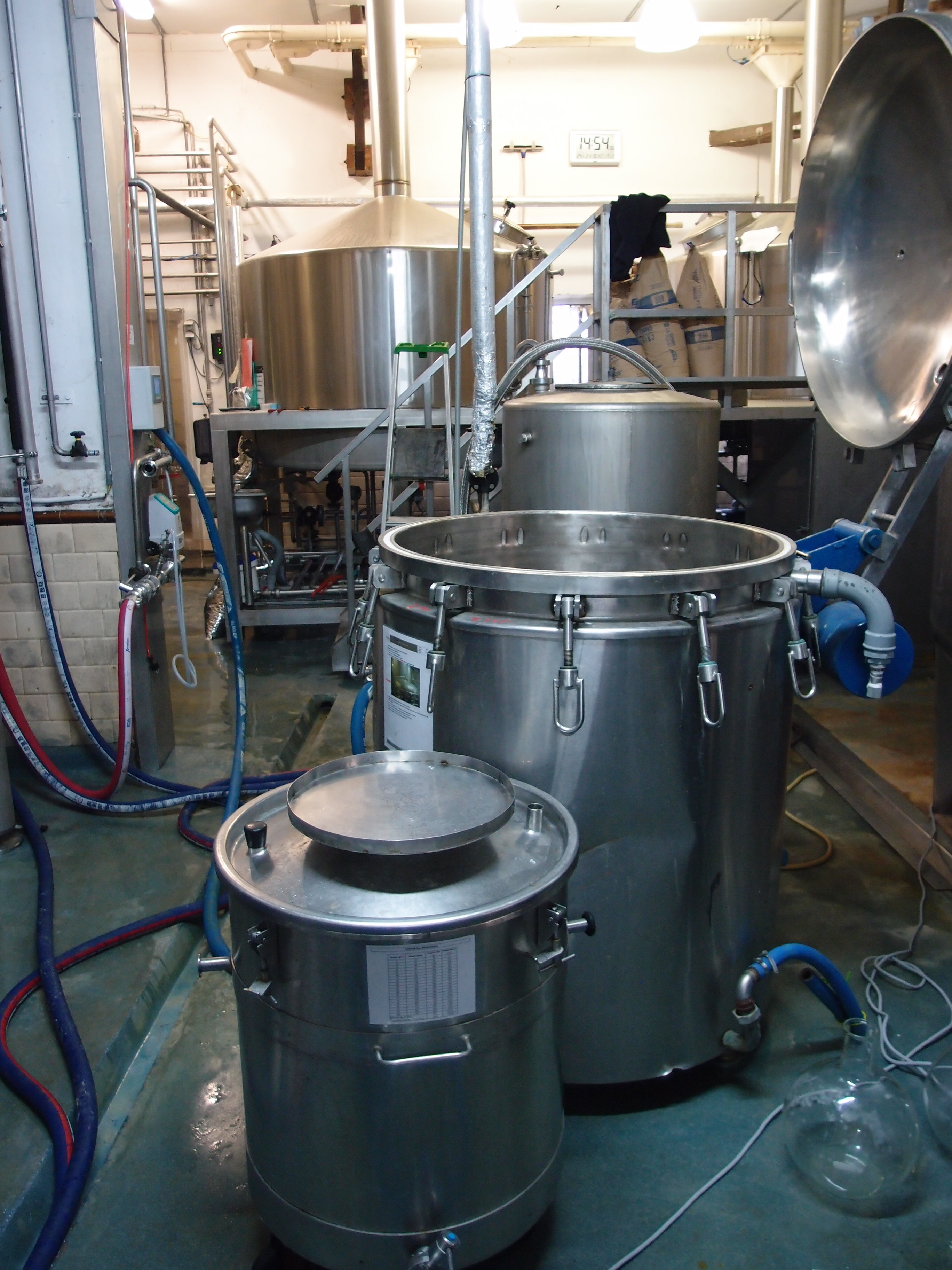
Brauanlage (Teilansicht)
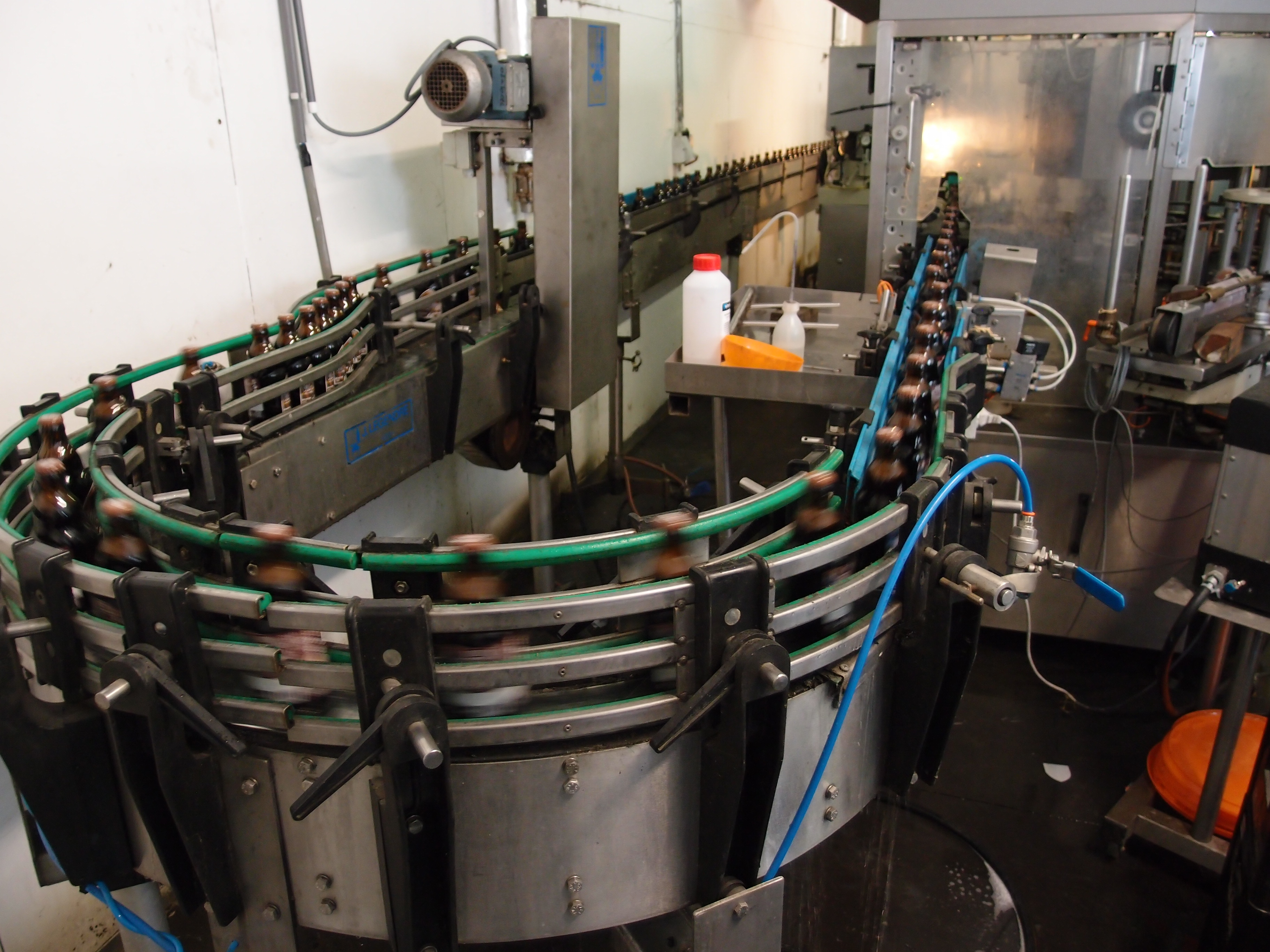
Abfüllanlage
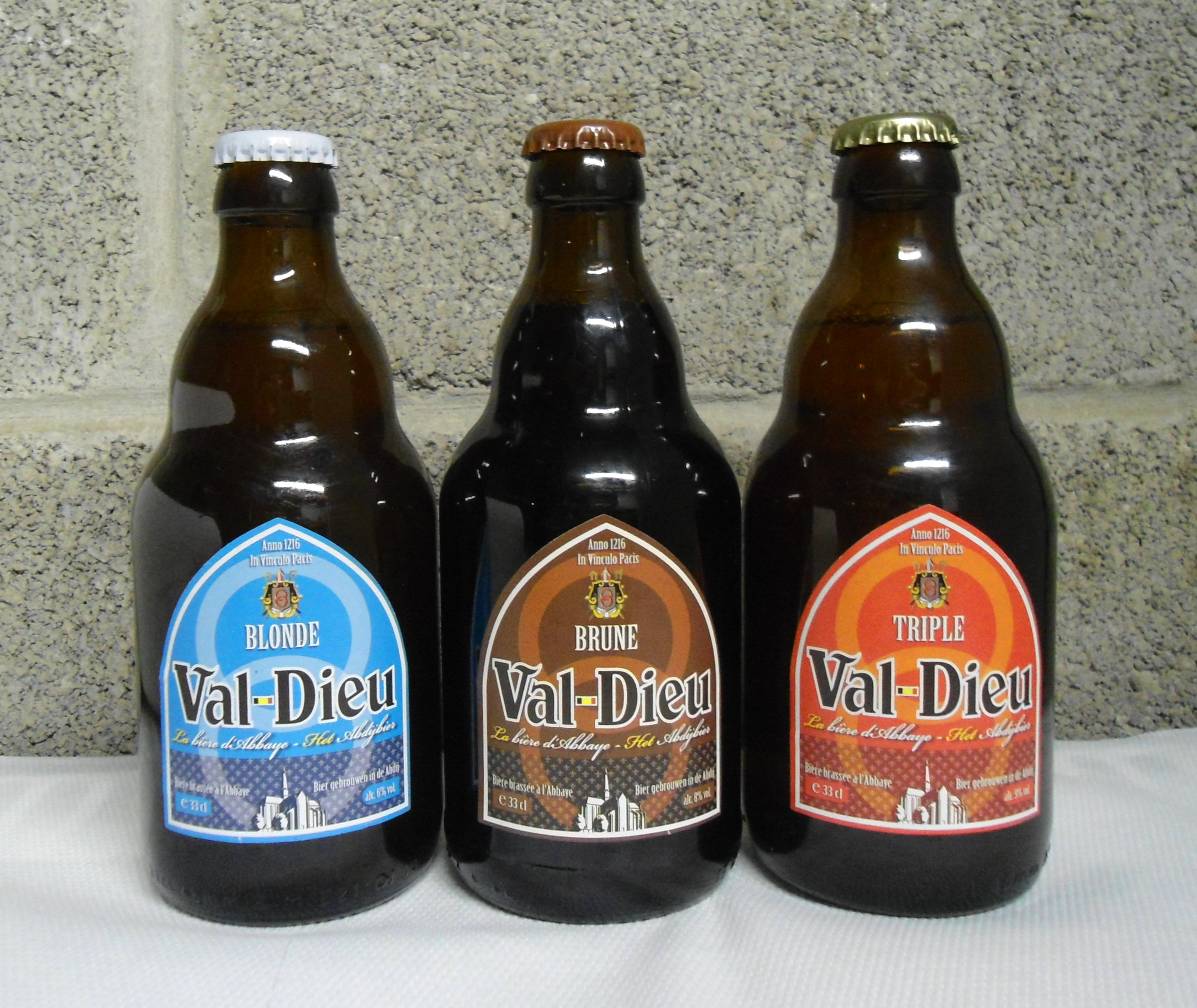
Drei Biersorten